# تیم ملی بسکتبال کوزوو
تیم ملی بسکتبال کوزوو (به آلبانیایی: Kombëtarja e basketbollit të meshkujve të Kosovës ، صربی: Мушкарци кошаркашкa репрезентација Косова) نماینده کوزوو در مسابقات بین‌المللی بسکتبال است. این تیم توسط فدراسیون بسکتبال این کشور اداره می شود ، بسکتبال کوزوو. از ۱۳ مارس ۲۰۱۵ عضو فدراسیون بین‌المللی بسکتبال است.